# Haboro, Hokkaidō
Haboro (羽幌町 Haboro-chō) là thị trấn thuộc huyện Tomamae, phó tỉnh Rumoi, Hokkaidō, Nhật Bản. Tính đến ngày 1 tháng 10 năm 2020, dân số ước tính thị trấn là 6.548 người và mật độ dân số là 14 người/km2. Tổng diện tích thị trấn là 472,49 km2.